# Gruta de Thien Duong

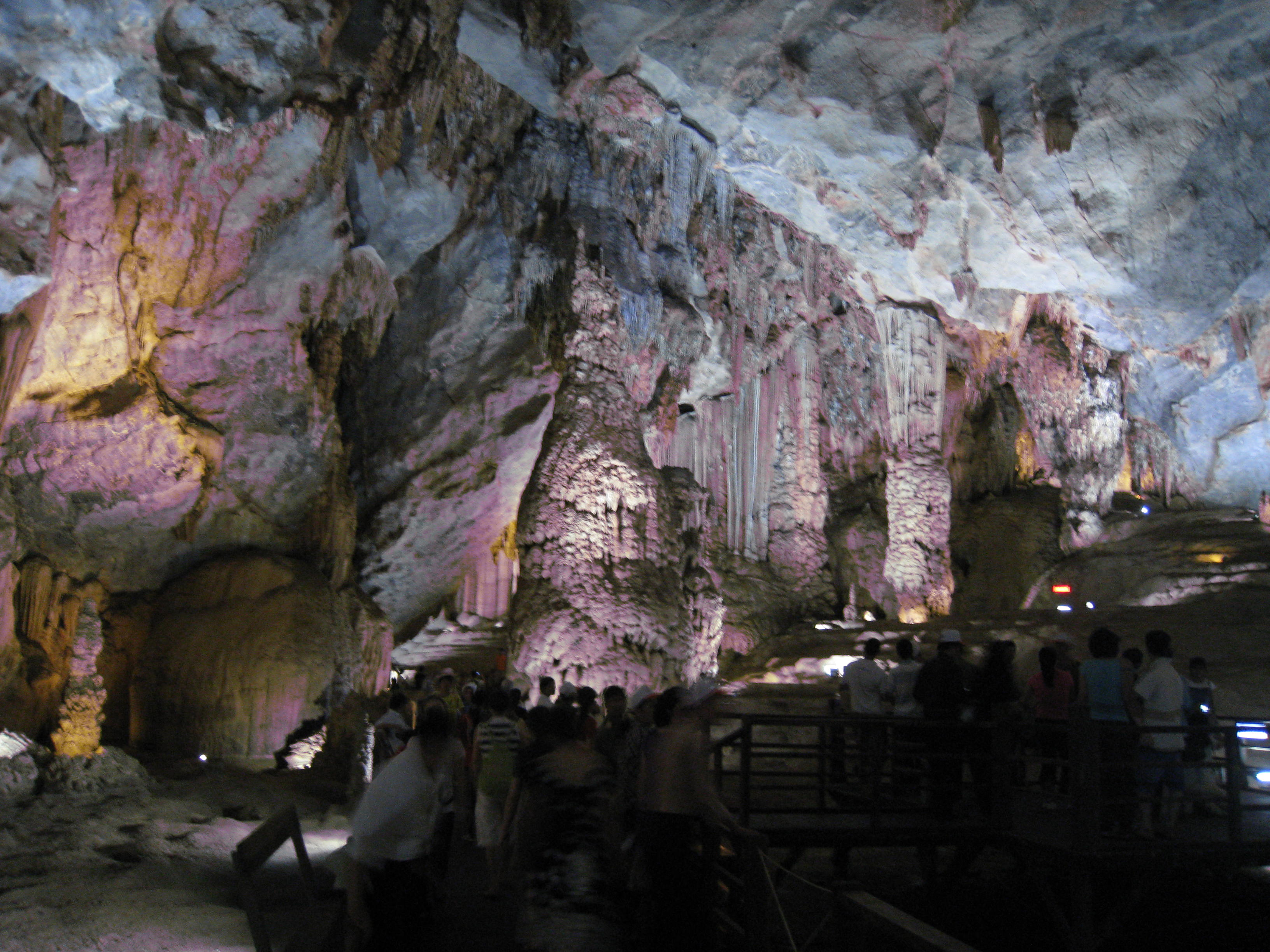
Thiên Đường

Thiên Đường é uma caverna localizada na província de Quang Binh, Vietnã, 500 quilômetros ao sul de Hanói. As duas cavidades se encontram no Parque Nacional de Phong Nha - Kẻ Bàng, declarado patrimônio da humanidade pela Unesco em 2003.
Esta área dispõe de sistema de som e luz, passarelas, escadas e corrimãos. Uma longa estrada de terra conduz à caverna e há sobes e desces em seu interior. A entrada da caverna fica a 300 metros de altitude. Curiosas estalactites, estalagmites, cortinas de pedras e cascatas de calcita intrigam especialistas e turistas.